# Демократска глобализација
Демократска глобализација је идеја по којој сви људи свијета имају заједнички интерес и сходно томе, сви треба да имају могућност да изразе своје виђење о његовој будућности. Они који подржавају ову идеју, супротстављају је постојећој глобализацији, која одражава интересе националних, корпорацијских и финансијских елита, углавном из богатог свијета. Те групе контролишу политику постојећих глобалних институција и утјечу на глобална дешавања. Заговарачи демократске глобализације инсистирају да глобализацију треба спроводити полазећи од потреба најсиромашнијих, а не обратно. 
Врло мало људских заједница у историји се развијало изоловано. У том смислу глобализација није нови концепт. Међутим, парадокс капиталистичке политичке економије онако како се развијала у посљедњих пет вијекова, лежи у томе да постоје огромне разлике у утицају на глобална дешавања, могућност приступа економским ресурсима, глобалним финансијским институцијама и технологији, те је свијет више подијељен и удаљен иако на први поглед изгледа да је ближи захваљујући напретку савремених технологија. 